# Ibragim Czużygajew
Ibragim Sumanowicz Czużygajew (ros. Ибрагим Суманович Чужигаев, ur. 16 lipca 1991 w Kemerowie) – turecko-rosyjski sambista i zawodnik mieszanych sztuk walki (MMA). W przeszłości związany z ACA (wcześniej ACB) i AMC Fight Nights. W latach 2022–2023 międzynarodowy mistrz KSW w wadze półciężkiej, a obecnie zajmuje 2 miejsce w oficjalnym rankingu tej kategorii.  

## Życiorys
Urodził się w 1991 roku w Kemerowie. Jest narodowości czeczeńskiej. Gdy był dzieckiem wraz z jego rodzicami musiał przeprowadzić się do Pawłodaru, gdzie w 1998 poszedł do pierwszej klasy.  Po jakimś czasie jego rodzice przenieśli się do wsi Assinowskaja, gdzie kontynuował naukę w szkole średniej numer 1. Tam często był karany za swoje złe zachowanie i ciągle wzywany do gabinetu dyrektora. Od najmłodszych lat chciał uprawiać sport, ale z powodu wojen w Czeczenii nie było takiej możliwości. W wieku 12 lat zapisał się do klubu, gdzie trenował boks przez 5 miesięcy, ale odszedł z powodu braku możliwości rywalizacji w tym sporcie. W 2007 roku, po ukończeniu 9 klasy, przeniósł się do Groznego, gdzie ukończył szkołę średnią. Nie miał czasu na treningi, bo musiał jednocześnie pracować i studiować. Po ukończeniu szkoły w 2009 przeniósł się do Moskwy. W 2022 przeprowadził się na stałe do Turcji.

## Przeszłość w sambo i pankrationie
12 lutego 2011 roku rozpoczął treningi w klubie Achmieda Musajewa, chcąc brać udział w amatorskich zawodach sztuk walki. Jego pierwsze zawody odbyły się w maju, gdzie zdobył brąz w Mistrzostwach Moskwy w sambo bojowym (do lat 20). We wrześniu został zaproszony do udziału w Mistrzostwach Rosji w sambo bojowym, w mieście Kstowo, gdzie zwyciężył.
Kariera amatorska Czużygajewa obejmuje wiele zaliczonych zawodów w sambo bojowym, walce wręcz i wszechstylowej. Poczynił wielkie postępy w pankrationie. Po tym jak został dwukrotnym Mistrzem Rosji w tej dziedzinie, po raz pierwszy wystąpił na poziomie europejskim, biorąc udział w Mistrzostwach Europy zarówno w formie tradycyjnej jak i klasycznej. W 2014 roku wystartował w Mistrzostwach Świata w Pankrationie i został mistrzem, pokonując w finale Ukraińca Yuriya Chizhevsky'ego. W następnym roku ponownie wystartował w Mistrzostwach Świata w Pankrationie, gdzie w ćwierćfinale pokonał Pawła Pocatilova z Mołdawii i zdobył brązowy medal.

## Kariera MMA

### Wczesna kariera
Pierwszą swoją zawodową walkę stoczył 1 kwietnia 2012 podczas gali FEFoMP - Amur Challenge 2. Pojedynek zwyciężył przez TKO z Rasułem Magomiedowem w pierwszej rundzie.
W latach 2012–2014 stoczył 3 walki w różnych organizacjach, w 2 z nich wyszedł zwycięsko. Oba pojedynki zakończyły się w pierwszej rundzie przez techniczne nokauty. Pierwszą porażkę poniósł, gdy wyszedł w krótkim odstępie czasu w 10-12 dni, przegrywając przez poddanie na League S70 - Russlan Championship Third Round.

### ACB/ACA
Od marca 2014 rozpoczął współpracę z rosyjską organizacją Absolute Championship Berkut (aktualnie Absolute Championship Akhmat). Łącznie w ACB/ACA stoczył 15 walk, z których 12 wygrał.
Jednym z najważniejszych momentów jego kariery w ACB była walka z Brazylijczykiem, Charlesem Andrade, którą stoczył 4 października 2014 podczas gali ACB 10: Coliseum Time 4. Czużygajew zakończył walkę nokautując rywala błyskawicznie, gdyż już w piątej sekundzie pierwszej rundy.
11 marca 2017 na ACB 54: Supersonic doszło do jego walki z Davidem Mitchellem. Zwyciężył przez techniczny nokaut w trzeciej rundzie.
15 kwietnia 2017 podczas ACB 57 w Moskwie zmierzył się z bardziej doświadczonym Wiaczesławem Wasilewskim. Przegrał przed poddanie duszeniem zza pleców w drugiej odsłonie pojedynku.
W tzw. Co-Main Evencie (drugiej walce wieczoru) gali ACB 70: Barnatt vs Askham dnia 23 września 2017 roku stoczył walkę z Willem Nolandem. W pierwszej rundzie znokautował rywala wysokim kopnięciem i ciosami, zdobywając bonus za nokaut wieczoru.
Podczas gali ACB 80: Burrell vs. Tumenov, która miała miejsce 15 lutego 2018 pokonał Igora Svirida przez jednogłośną decyzję sędziów.
19 maja 2018 roku na ACB 87: Nottingham zmierzył się z Mikiem Rhodesem. Ponownie zwyciężył przez jednogłośną decyzję sędziów.
16 lutego 2019 w Warszawie na gali ACA 92 pokonał po bliskiej i kontrowersyjnej walce Piotra Strusa. Zawodnicy otrzymali od rosyjskiej organizacji bonus za walkę wieczoru. Na początku stycznia 2020 roku, strona MMA.pl wyróżniła konfrontację Czużygajewa ze Strusem, ogłaszając ich na pierwszym miejscu w kategorii „Walka roku” (za rok 2019).
Na wydarzeniu ACA 99: Bagov vs Khaliev, które odbyło się 27 września 2019 zmierzył się z Alexem Garcią. Zwyciężył walkę przez techniczny nokaut w pierwszej odsłonie walki.
18 września 2021 podczas gali AMC & EFC: Abdulmanap Nurmagomedov Memory Tournament zwyciężył przez techniczny nokaut w trzeciej rundzie z Jewgienijem Myakinkinem.

### KSW
Pod koniec 2021 roku ogłoszono, że związał się z polską organizacją Konfrontacją Sztuk Walki. 15 stycznia 2022 roku podczas gali KSW 66 odebrał Tomaszowi Narkunowi międzynarodowy pas mistrza KSW w wadze półciężkiej. Pojedynek trwający pięć pełnych rund określono najlepszą walką wieczoru. Czużygajew wchodząc do klatki miał na sobie nałożony sportowy strój (koszulka i spodenki) z turecką flagą, jednak ten nie posiadając obywatelstwa tamtego kraju musiał reprezentować swój ojczysty kraj i ostatecznie na statystykach tuż przed walką, przypięta do jego profilu była flaga rosyjska. W maju 2022 dyrektor sportowy KSW udzielając wywiadu dla kanału InTheCagePL poinformował fanów, że Czużygajew przeprowadził się na stałe do Turcji i prawdopodobnie od następnej walki oficjalnie będzie zapowiedziany jako zawodnik tego kraju.
14 października 2022 w głównej walce wieczoru gali KSW 75 miał przystąpić do pierwszej obrony tytułu wagi półciężkiej, konfrontując się z pretendentem do pasa Chorwatem, Ivanem Erslanem. Niespełna dwa tygodnie przed wydarzeniem ogłoszono informację, że odwołano walkę ze względu na brak możliwości przyjazdu Czużygajewa do Polski, wynikający z powodu sankcji związanych z Rosją - zmiany przepisów wjazdu do strefy Schengen. Mimo starań organizacji nie znaleziono zastępczego zawodnika dla Erslana. Walka została zaproponowana wszystkim zawodnikom z rankingu KSW, ale nikt jej nie zaakceptował. Starcie zostało przełożone na galę XTB KSW 77: Khalidov vs. Pudzianowski, która odbyła się 17 grudnia w Arenie Gliwice. Walka trwała pełne pięć rund, po których jednogłośną decyzją sędziów (49-46; 49-45; 48-47) zwyciężył już pełnoprawny Turek. Pojedynek nagrodzono bonusem za najlepszą walkę wieczoru.
19 sierpnia 2023 w Nowym Sączu podczas XTB KSW 85: Parnasse vs. Ruchała przystąpił do drugiej obrony pasa wagi półciężkiej. Jego rywalem był niepokonany przed tą walką Ukrainiec, Bohdan Hnidko. Poddał rywala duszeniem trójkątnym rękoma w drugiej rundzie. Trzy dni po tej gali został dodatkowo nagrodzony przez KSW kolejnym bonusem pieniężnym, jednak tym razem w kategorii poddanie wieczoru.
Na początku grudnia 2023 roku poinformował w mediach społecznościowych, że kończy współpracę z polską organizacją, z którą nie przedłużył kontraktu na dalsze walki.

### PFL, AMC Fight Nights i powrót do KSW
W 2024 roku podpisał kontrakt z amerykańską organizacją Professional Fighters League. W debiucie dla nowego pracodawcy miał zmierzyć się z Szwedem, Karlem Albrektssonem 21 czerwca podczas gali PFL 5: 2024 Regular Season w Salt Lake City. Ostatecznie Czużygajew wypadł z tego starcia ze względu na problemy otrzymania wizy na walki na terenie Stanów Zjednoczonych.
Po rocznej przerwie od ostatniej, stoczonej walki, kolejną odbył poza organizacją PFL. Czużygajew zadebiutował dla rosyjskiej federacji AMC Fight Nights. Pod jej sztandarem 23 sierpnia zmierzył się z Irańczykiem, Hoseinem Helalim. Starcie w stolicy Armenii (Erywań) zakontraktowano w wadze ciężkiej. Czużygajew już w pierwszej rundzie poddał duszeniem gilotynowym rywala.
8 marca 2025 ogłoszono, że Czużygajew powróci do polskiej organizacji KSW i kolejną walkę pod jej szyldem stoczy 26 kwietnia podczas gali XTB KSW 105 w Gliwicach. Jego rywalem miał być mistrz, Rafał Haratyk, jednak wypadł on z pojedynku, z powodu kontuzji oczodołu.
Pod koniec maja 2025 roku, dyrektor sportowy KSW, zapowiedział występ Czużygajewa na gali XTB KSW 108, która odbyła się 19 lipca 2025 w Olsztynie. Jego rywalem został były mistrz FEN w wadze półciężkiej, Marcin Wójcik. Mimo statusu sporego faworyta, Czużygajew przegrał pojedynek w drugiej rundzie przez techniczny nokaut.

## Osiągnięcia

### Sambo
- 2011: Brązowy medalista w Mistrzostwach Moskwy w Combat Sambo[8]
- 2011: Zwycięzca Mistrzostw Rosji w Sambo Bojowym[8]

### PankrationiWushu
- 2014: Mistrz Świata i Mistrz Europy w Pankration
- 2015: Brązowy medalista Mistrzostw Świata w Pankration

- Srebrny medalista Mistrzostw Rosji w Wushu
- Srebrny medalista Mistrzostw Europy w walce uniwersalnej

### Mieszane sztuki walki
- ACA
  - Bonus za nokaut wieczoru (jeden raz) vs. Will Noland (2017)[20]
  - Bonus za walkę wieczoru (jeden raz) vs. Piotr Strus (2019)[25]

- KSW
  - 2022-2023: Międzynarodowy mistrz KSW w wadze półciężkiej[5]
  - Bonus za walkę wieczoru (dwa razy) vs. Tomasz Narkun (2022)[32], Ivan Erslan (2022)[40]
  - Bonus za poddanie wieczoru (jeden raz) vs. Bohdan Hnidko (2023)[43]

## Lista zawodowych walk w MMA
| Wynik     | Bilans | Przeciwnik (bilans przed walką) | Rozstrzygnięcie                          | Runda | Czas | Rozgrywki                                            | Data       | Miejsce          | Uwagi                                                                                               |
| --------- | ------ | ------------------------------- | ---------------------------------------- | ----- | ---- | ---------------------------------------------------- | ---------- | ---------------- | --------------------------------------------------------------------------------------------------- |
| Przegrana | 19-6   | Marcin Wójcik (20-10)           | TKO (ciosy pięściami w parterze)         | 2     | 4:20 | XTB KSW 108: Soldaev vs. Brichta                     | 19.07.2025 | Olsztyn          | Co-Main Event                                                                                       |
| Wygrana   | 19-5   | Hosein Helali (4-2. 1 NC)       | Poddanie (duszenie gilotynowe)           | 1     | 2:31 | AMC Fight Nights 124                                 | 23.08.2024 | Erywań           | Debiut w AMC Fight Nights. Walka w wadze ciężkiej. Main Event                                       |
| Wygrana   | 18-5   | Bohdan Hnidko (10-0)            | Poddanie (duszenie trójkątne rękoma)     | 2     | 4:14 | XTB KSW 85: Parnasse vs. Ruchała                     | 19.08.2023 | Nowy Sącz        | Obronił pas mistrzowski KSW w wadze półciężkiej. Bonus za poddanie wieczoru. Co-Main Event          |
| Wygrana   | 17-5   | Ivan Erslan (12-1. 1 NC)        | Decyzja (jednogłośna)                    | 5     | 5:00 | XTB KSW 77: Khalidov vs. Pudzianowski                | 17.12.2022 | Gliwice          | Obronił pas mistrzowski KSW w wadze półciężkiej. Bonus za walkę wieczoru.                           |
| Wygrana   | 16-5   | Tomasz Narkun (18-4)            | Decyzja (jednogłośna)                    | 5     | 5:00 | KSW 66: Ziółkowski vs. Mańkowski                     | 15.01.2022 | Szczecin         | Zdobył pas międzynarodowego mistrza KSW w wadze półciężkiej. Bonus za walkę wieczoru. Co-Main Event |
| Wygrana   | 15-5   | Jewgienij Myakinkin (16-13)     | TKO (ciosy pięściami)                    | 3     | 2:48 | AMC & EFC: Abdulmanap Nurmagomedov Memory Tournament | 18.09.2021 | Moskwa           | Powrót do wagi półćiężkiej.                                                                         |
| Wygrana   | 14-5   | Alex Garcia (15-6)              | TKO (przerwanie przez sędziego)          | 1     | 1:52 | ACA 99: Bagov vs Khaliev                             | 27.09.2019 | Moskwa           | |
| Wygrana   | 13-5   | Piotr Strus (13-4-2)            | Decyzja (niejednogłośna)                 | 3     | 5:00 | ACA 92                                               | 16.02.2019 | Warszawa         | Bonus za walkę wieczoru.                                                                            |
| Wygrana   | 12-5   | Mike Rhodes (10-5)              | Decyzja (jednogłośna)                    | 3     | 5:00 | ACB 87: Nottingham                                   | 19.05.2018 | Nottingham       | |
| Wygrana   | 11-5   | Igor Svirid (13-5)              | Decyzja (jednogłośna)                    | 3     | 5:00 | ACB 80: Burrell vs. Tumenov                          | 15.02.2018 | Krasnodar        | |
| Wygrana   | 10-5   | Will Noland (17-7)              | KO (wysokie kopnięcie i ciosy pięściami) | 1     | 1:32 | ACB 70: Barnatt vs Askham                            | 23.09.2017 | Sheffield        | Limit umowny -86 kg. Bonus za nokaut wieczoru. Co-Main Event                                        |
| Przegrana | 9-5    | Wiaczesław Wasilewski (29-5)    | Poddanie (duszenie zza pleców)           | 2     | 3:16 | ACB 57: Payback                                      | 15.04.2017 | Moskwa           | |
| Wygrana   | 9-4    | David Mitchell (22-6)           | TKO (ciosy pięściami w parterze)         | 3     | 0:55 | ACB 54: Supersonic                                   | 11.03.2017 | Manchester       | |
| Wygrana   | 8-4    | Lee Chadwick (21-12-1)          | TKO (ciosy pięściami)                    | 1     | 1:21 | ACB 47: Braveheart                                   | 01.10.2016 | Glasgow          | |
| Wygrana   | 7-4    | Vadim Orischak (5-5)            | Poddanie (duszenie trójkątne rękoma)     | 1     | 2:33 | ACB 34: Young Eagles 7                               | 29.04.2016 | Grozny           | Main Event                                                                                          |
| Wygrana   | 6-4    | Mirlan Tilekbaev (0-0)          | Poddanie (duszenie trójkątne rękoma)     | 2     | 3:20 | ACB 28: Young Eagles 4                               | 27.12.2015 | Nalczyk          | |
| Wygrana   | 5-4    | Artem Shokalo (17-12)           | Decyzja (jednogłośna)                    | 3     | 5:00 | ACB 21: Grozny                                       | 29.08.2015 | Grozny           | |
| Przegrana | 4-4    | Ibragim Tibilov (7-2)           | Decyzja (jednogłośna)                    | 3     | 5:00 | ACB 11: Fight Weekend (Day 2)                        | 15.11.2014 | Grozny           | |
| Wygrana   | 4-3    | Charles Andrade (28-21)         | KO (lewy sierpowy)                       | 1     | 0:05 | ACB 10: Coliseum Time                                | 04.10.2014 | Grozny           | |
| Wygrana   | 3-3    | Richard Totrov (0-0)            | Decyzja (jednogłośna)                    | 2     | 5:00 | ACB 8: Berkut Cup 2014 - Stage 8                     | 25.05.2014 | Grozny           | |
| Przegrana | 2-3    | Igor Svirid (3-1)               | Decyzja (niejednogłośna)                 | 2     | 5:00 | ACB 3: Berkut Cup 2014 - Stage 3                     | 16.03.2014 | Grozny           | |
| Przegrana | 2-2    | Sergey Bobrov (3-0)             | Decyzja (jednogłośna)                    | 3     | 5:00 | Voronezh MMA Federation - Fight Riot 2               | 12.10.2013 | Woroneż          | |
| Wygrana   | 2-1    | Albert Ismailov (0-0)           | TKO (ciosy pięściami)                    | 1     | 1:52 | Steel Fist: Steel Fist Cup                           | 05.07.2013 | Moskwa           | |
| Przegrana | 1-1    | Vasil Feyzrakhmanov (1-1)       | Poddanie (duszenie zza pleców)           | 1     | 4:07 | League S-70: Russian Championship Third Round        | 06.04.2012 | Moskwa           | |
| Wygrana   | 1-0    | Rasul Magomedov (0-0)           | TKO (ciosy pięściami)                    | 1     | 3:45 | FEFoMP: Amur Challenge 2                             | 01.04.2012 | Błagowieszczeńsk | |